# Первомайский массив
Первомайский массив (укр. Першотравне́вий маси́в) — жилой массив в юго-западной части Киева в составе Соломенского района. Первый жилой массив, созданный методом индустриального домостроения — северная часть массива в конце 1950-х была застроена первыми кирпичными хрущёвками Киева серий 1-438 и 1-406. Основная застройка — в 1959—1963 годах.
В массиве расположены кинотеатр «Спутник», районный Дворец детей и юношества, плавательный бассейн (разрушен в 2011—2013 годах).

## География

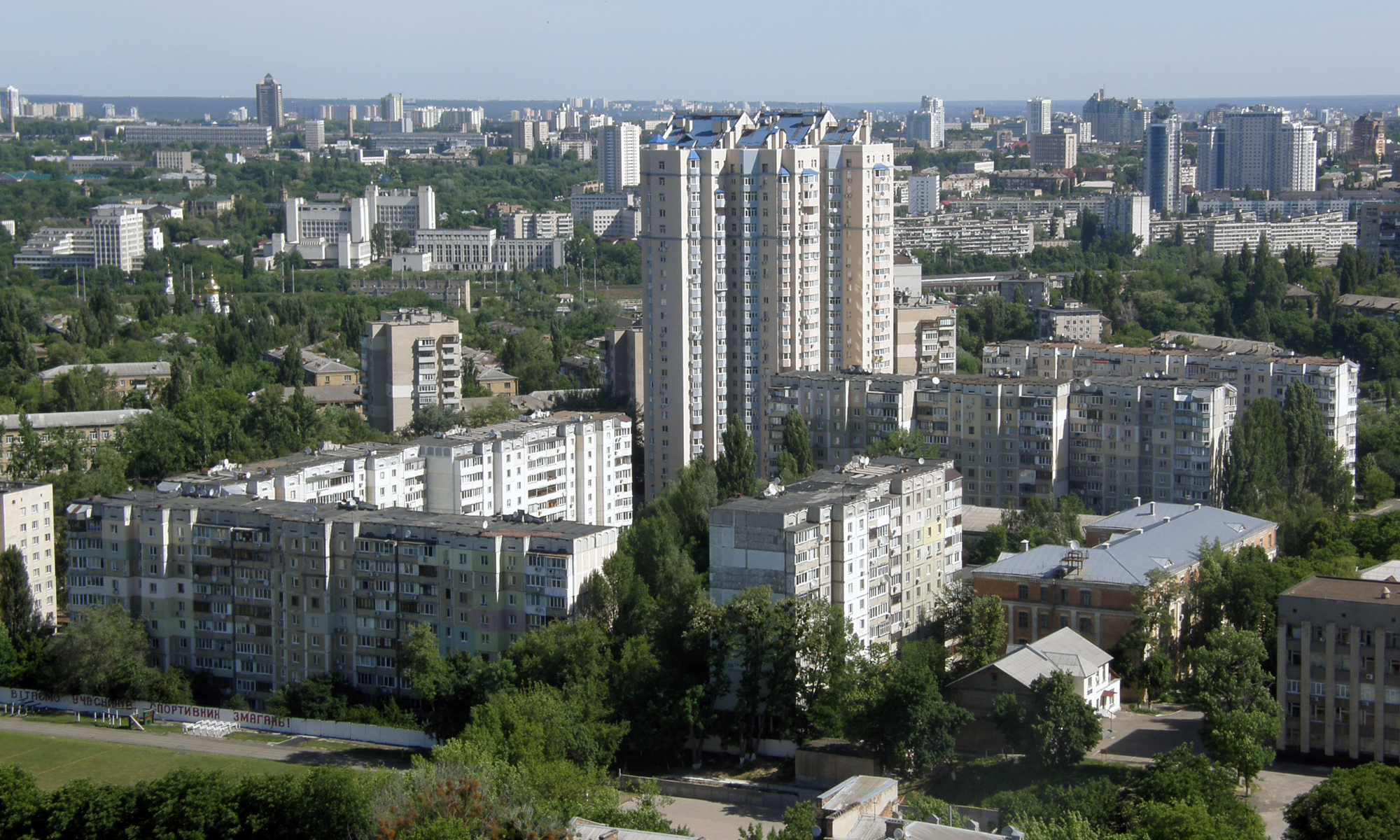
Первомайский массив

Общая площадь массива составляет 121,6 га.
На территории массива протекает ручей Кадетская Роща правый приток речки Лыбедь в настоящее время полностью спрятан в коллектор.
На территории массива протекает река Вершинка.

## История
Название массива возникло от посёлка имени Первого Мая, застройку которого начал осуществлять жилой кооператив железнодорожников в 1926 году вблизи бывшей Кадетской рощи между Воздухофлотским проспектом, Чоколовским бульваром и улицей Авиаконструктора Антонова (застройка 1926 года снесена в 1970-х — 1980-х годах).
Строительство Первомайского массива началось в 1956 году на месте огородов и полей. Авторами проекта массива были архитекторы А. И. Заваров, С. Б. Шпильт и Л. Г. Станиславская. В ходе строительства была снесена большая часть домов первой половины XX века (в период с 1960-х до 1980-х годов).
Процесс застройки Первомайского массива осложнялся сложным рельефом данной территории. В течение 1959—1960 годов была построена вторая, а в течение 1961—1963 годов — третья очередь массива; вторая и третья очереди — это застройка классическими «хрущёвками». Позже, во 2-й половине 1960-х и в 1970-е годы в восточной части массива были возведены и 9-и 14-этажные дома.
Кварталы первой очереди были возведены в 1957—1959 годах. Общая площадь новостроек составила 33 га. В первую очередь застраивались кварталы в пределах Чоколовского бульвара, улиц Ереванской, Мицкевича, Петровского, Искровской и Уманской. Отдельный квартал был отведен под территорию школы и школьного стадиона. Первомайский массив застраивался хрущёвками ранних серий: 1-438 и 1-406. Они имели улучшенные планировки, большие окна и высокие потолки. В отличие от более поздних проектов экономического жилья, «хрущёвки» Первомайского массива сохраняли определённые признаки архитектурного убранства. В дальнейшем любой декор был исключён с фасадов «хрущёвок», поскольку риторика строительства жилья «без излишеств» набирала всё большие обороты.
Во время возведения второй и третьей очереди был применён приём «пирамидального» завершения холма, что способствовало образованию замкнутой панорамы Первомайского массива. Сплошной ансамбль протяжённостью 2,6 км был возведён со стороны железнодорожной дороги. Дома на склонах улицы Ушинского создали мощный архитектурный акцент и были спроектированы с учётом различных точек обзора. А 16-этажные жилые здания между Чоколовским бульваром и железнодорожной колеёй устранили слишком широкие и неуютные промежутки между имеющимися «хрущевками».
В конце 1970-х годов кварталы Первомайского массива были представлены озеленёнными пространствами с сетью аллей и дорожек, детскими и спортивными площадками. В процентном соотношении, застройка массива была следующая: дома — 15 % территории, 57 % — зелёные насаждения, 28 % — улицы и межквартальные проезды.

## Парки и зелёные зоны
- Первомайский парк. (В 1959—1963 гг. на части территории Первомайского массива росло большое количество деревьев, что были остатками бывшей Кадетской рощи (улица Уманская[укр.], улица Питерская[укр.]*, улица Ереванская[укр.], улица Искровская[укр.]). После завершения строительства массива, зеленое пространство получило созвучное название — Первомайский парк.)
- Парк «Юность»
- Парк «Спутник»
- Дуб Фролкина
- Ротонда «Белая башня»
- Сквер Ушинского
- Стоянка-музей военной техники

## Учреждения культуры

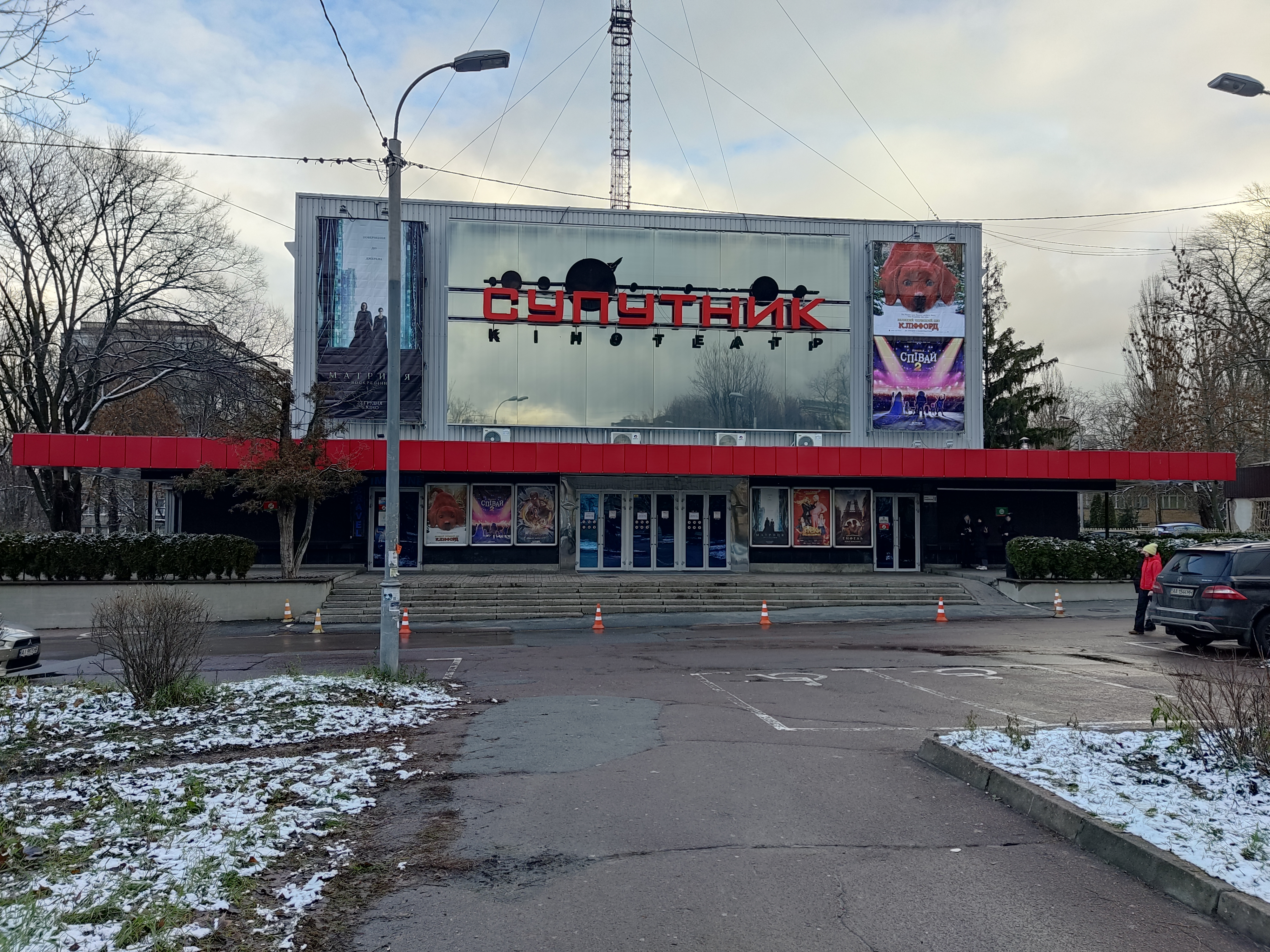
Кинотеатр «Спутник»

- кинотеатр «Спутник»[укр.]
- Дворец детского и юношеского творчества Соломенского района
- Библиотека имени Н. Рериха
- Украинское общество глухих / культурный центр «УТОГ»

## Учебные заведения
- Национальный университет обороны Украины имени Ивана Черняховского
- Технический лицей НТУУ «КПИ»
- Киевское высшее профессиональное училище швейного и парикмахерского искусства
- Гимназия биотехнологий № 177
- Гимназия № 178
- Средняя общеобразовательная школа № 166
- Средняя общеобразовательная школа № 149
- Учреждение дошкольного образования № 648
- Учреждение дошкольного образования № 344
- Учреждение дошкольного образования № 17